# I'm in Love with the Villainess
I'm in Love with the Villainess (私の推しは悪役令嬢。, Watashi no oshi wa akuyaku reijō) est une série de light novel écrite par Inori et illustrée par Hanagata. Elle est publiée en ligne entre janvier 2018 et février 2021 sur le site Shōsetsuka ni narō. Ses droits sont acquis par Aichu Publishing, qui publie le premier volume de light novel au format numérique en février 2019 sous le label GL Bunko.
Une adaptation en manga dessinée par Aonoshimo est prépubliée dans le magazine yuri d'Ichijinsha Comic Yuri Hime depuis le 18 juin 2020. Elle est assemblée en dix volumes tankōbon. Une adaptation en série d'animation produite par le studio Platinum Vision est diffusée entre octobre et décembre 2023.

## Synopsis
Rae Ôhashi, une employée de bureau ordinaire, meurt à force de trop travailler et se retrouve soudainement réincarnée en Rae Taylor, l'héroïne de son jeu otome préféré, Revolution. Rae ne suit pas l'un des trois scénarios romantiques du jeu avec les princes du royaume Bauer. Au lieu de cela, elle jette son dévolu sur Claire François, la principale antagoniste du jeu. Utilisant sa connaissance des événements du jeu à venir, Rae essaie de donner à Claire une fin plus heureuse que celle qui lui est destinée dans le jeu.

## Personnages
Rae Taylor (レイ＝テイラー, Rei Teirā)
Voix japonaise : Yu Serizawa, voix française : Audrey Sablé
La protagoniste. Dans sa vie précédente, elle se nommait Rae Ôhashi (大橋 零, Ōhashi Rei). Après être morte de surmenage, elle se réincarne en tant que personnage de son jeu otome préféré, Revolution. Du fait de son orientation lesbienne, elle n'éprouve pas d'attirance pour les personnages masculins dont le but du jeu est de se rapprocher. Elle développe des sentiments pour la méchante du jeu, Claire, et profite de sa connaissance de l'intrigue du jeu original pour lui donner une fin heureuse.
Claire François (クレア＝フランソワ, Kurea Furansowa)
Voix japonaise : Karin Nanami, voix française : Claire Baradat
La vilaine dans le jeu original et la cible des sentiments de Rae. C'est une noble fière, qui méprise les roturiers, en particulier Rae. Elle est confuse face à l'intérêt que cette dernière lui porte. Avec le temps, cependant, elle commence à s'ouvrir et à apprécier sa compagnie.
Rod Bauer (ロッド＝バウワー, Roddo Bauwā)
Voix japonaise : KENN, voix française : Sébastien Baulain
L'héritier le plus âgé de la famille royale du royaume de Bauer et l'une des options de romance du jeu original. Il est souvent suivi par une légion d'admiratrices amoureuses de son apparence et de sa force. C'est un jeune homme énergique qui s'intéresse fortement à Rae, au grand désarroi de cette dernière.
Sein Bauer (セイン＝バウワー, Sein Bauwā)
Voix japonaise : Daisuke Namikawa
Le deuxième héritier de la famille royale du Royaume Bauer et l'une des options de romance dans le jeu original. Il se caractérise par son stoïcisme, lié à son complexe d'infériorité et à l'idée qu'il se fait que ses capacités sont inférieures à celles de ses frères. Claire a depuis longtemps le béguin pour lui.
Yu Bauer (ユー＝バウワー, Yū Bauwā)
Voix japonaise : Yoko Hikasa, voix française : Nahla Attali
Le troisième héritier de la famille royale du Royaume Bauer et l'une des options de romance dans le jeu original. Il est révélé dans la suite de l'histoire que Yu est en fait une femme qui se fait passer pour un homme afin de pouvoir accéder au trône, ce que même Rae ignorait. Yu se fait passer pour un prince charismatique et séduisant, ce qui lui vaut de nombreuses admiratrices. Elle entretient un lien très fort avec Misha, qui ignore tout de sa véritable identité.
Misha Jur (ミシャ＝ユール, Misha Yūru)
Voix japonaise : Aimi, voix française : Joy Feldman
Colocataire et meilleure amie de Rae. Sa famille était autrefois noble, mais est tombée en disgrâce et a été rétrogradée au rang de roturière. Ayant connu la vraie Rae avant que Rei ne se réincarne en elle, elle est suspicieuse de son changement de personnalité. Il est fortement sous-entendu qu'elle nourrit des sentiments romantiques pour Yu, pensant qu'elle est un homme.
Lene Aurousseau (レーネ＝オルソー, Rēne Orusō)
Voix japonaise : Ikumi Hasegawa, voix française : Marine Duhamel
La servante de Claire, qui travaille pour elle depuis toujours et avec qui elle partage un lien très fort. C'est une roturière, fille aînée d'une familles de riches marchands, les Aurousseau.
Loretta Kugret (ロレッタ＝クグレット, Roretta Kuguretto)
Voix japonaise : Sara Matsumoto, voix française : Léana Montana
Une amie d'enfance de Claire. Elle appartient à la maison Kugret, une famille réputée pour son passé militaire.
Pepi Barlier (ピピ＝バルリエ, Pipi Barurie)
Voix japonaise : Minami Kurisaka, voix française : Anna Lauzeray Gishi
Une amie d'enfance de Claire. Elle est la fille de la maison Barlier, une famille avec des liens profonds avec les affaires des Bauer.
Manaria Sousse (マナリア＝スース, Manaria Sūsu)
Voix japonaise : Nana Mizuki
Princesse d'un royaume étranger, elle connaît Claire depuis l'enfance. Après avoir été exilée de son royaume, elle est transférée à l'Académie royale du royaume Bauer. C'est une lesbienne sans complexe et ouverte, qui commence à se rapprocher de Claire après son transfert pour rendre Rae jalouse.

## Production et supports

### Light novels
I'm in Love with the Villainess est initialement publié en ligne par Inori entre le 14 janvier 2018 et le 21 février 2021 sur le site Web d'édition de romans générés par les utilisateurs Shōsetsuka ni narō.
Cinq volumes du light novel sont publiés au format numérique par Aichu Publishing sous le label GL Bunko entre le 26 février 2019 et le 26 août 2021. Les light novels reprennent le texte d'Inori, accompagné d'illustrations par Hanagata. En 2021, Ichijinsha annonce une publication des light novels au format papier. Le premier volume paraît le 18 décembre 2021.
Une traduction française est publiée par LaNovel Édition, avec une parution du premier volume le 16 novembre 2021 en numérique et le 10 décembre 2021 en papier.

#### Liste des volumes
| no | Japonais                                              | Japonais          | Français          | Français          |
| no | Date de sortie                                        | ISBN              | Date de sortie    | ISBN              |
| -- | ----------------------------------------------------- | ----------------- | ----------------- | ----------------- |
| 1  | 26 février 2019 (numérique) 18 décembre 2021 (papier) | 978-4-7580-2319-1 | 10 décembre 2021  | 978-2-492139-34-5 |
| 2  | 26 août 2019 (numérique) 17 juin 2022 (papier)        | 978-4-7580-2415-0 | 23 septembre 2022 | 978-2-492139-48-2 |
| 3  | 26 août 2020 (numérique) 16 décembre 2022 (papier)    | 978-4-7580-2473-0 | 10 février 2023   | 978-2-492139-59-8 |
| 4  | 26 février 2021 (numérique)                           |                   | 12 juillet 2024   | 978-2-492139-90-1 |
| 5  | 26 août 2021 (numérique)                              |                   | —                 |                   |

#### Série dérivée
平民のくせに生意気な！ (Heimin no kuse ni namaikina!) est un récit de la série originale du point de vue de Claire. Il est publié en ligne entre le 25 mai 2021  et le 24 décembre 2022 sur Shōsetsuka ni narō. Aichu Publishing numériquement le volume de light novel sous le label GL Bunko entre le 28 février 2022 et le 26 septembre 2023, avec Hanagata à l'illustration.

##### Liste des volumes
| no | Japonais                      | Japonais |
| no | Date de sortie                | ISBN     |
| -- | ----------------------------- | -------- |
| 1  | 28 février 2022 (numérique)   |          |
| 2  | 20 décembre 2022 (numérique)  |          |
| 3  | 26 septembre 2023 (numérique) |          |

### Manga
Une adaptation en manga écrite par Inori et dessinée par Aonoshimo. Elle est prépubliée dans le magazine manga yuri d'Ichijinsha Comic Yuri Hime à partir du 18 juin 2020.
Une traduction en français est publiée par Meian depuis le 8 décembre 2023.

#### Liste des volumes
| no | Japonais         | Japonais          | Français        | Français          |
| no | Date de sortie   | ISBN              | Date de sortie  | ISBN              |
| -- | ---------------- | ----------------- | --------------- | ----------------- |
| 1  | 18 décembre 2020 | 978-4-7580-2193-7 | 8 décembre 2023 | 978-2-38503-404-7 |
| 2  | 17 juin 2021     | 978-4-7580-2263-7 | 8 décembre 2023 | 978-2-38503-405-4 |
| 3  | 18 décembre 2021 | 978-4-7580-2318-4 | 22 février 2024 | 978-2-38503-406-1 |
| 4  | 17 juin 2022     | 978-4-7580-2433-4 | 22 février 2024 | 978-2-38503-407-8 |
| 5  | 16 décembre 2022 | 978-4-7580-2479-2 | 14 juin 2024    | 978-2-38503-408-5 |
| 6  | 17 mai 2023      | 978-4-7580-2540-9 | 14 juin 2024    | 978-2-38503-409-2 |
| 7  | 18 octobre 2023, | 978-4-7580-2613-0 | 19 juillet 2024 | 978-2-38503-410-8 |
| 8  | 17 avril 2024    | 978-4-7580-2696-3 | —               |                   |
| 9  | 18 octobre 2024  | 978-4-7580-2776-2 | —               |                   |
| 10 | 17 avril 2025    | 978-4-7580-2881-3 | —               |                   |

#### Série dérivée
Un manga dérivé sur le thème de la cuisine dessiné par Tsuke, intitulé 私の推しは悪役令嬢。メイドキッチン (Watashi no oshi wa akuyaku reijō meido kitchin) est prépublié dans le Comic Yuri Hime depuis le 16 juin 2023.

##### Liste des volumes
| no | Japonais        | Japonais          |
| no | Date de sortie  | ISBN              |
| -- | --------------- | ----------------- |
| 1  | 18 octobre 2023 | 978-4-7580-2615-4 |

### Webtoon
Une adaptation manhwa écrite par Kim Migyo et illustrée par TSTeam commence sa sérialisation sur la plateforme de webtoons Ridi Books le 13 janvier 2023,.

### Anime
Une adaptation en série télévisée animée a été annoncée le 13 décembre 2022. Il est produit par Platinum Vision et réalisé par Hideaki Ōba, avec des scripts écrits par Ayumu Hisao, des conceptions de personnages gérées par Yōko Satō et une musique composée par Noriyuki Asakura et Usagi pour Uma. La série a été créée le 3 octobre 2023 sur Tokyo MX et d'autres réseaux,, La chanson thème d'ouverture s'intitule « Raise Y/Our Hands !! » et la chanson thème de fin « OC Optimum Combination » (déclinée en plusieurs versions, selon les épisodes,,), toutes deux interprétées par Rae (Yu Serizawa) et Claire (Karin Nanami). Crunchyroll diffuse la série en dehors de l'Asie.

#### Liste des épisodes
| No | Titre français,                                              | Titre japonais           | Titre japonais                        | Date de 1re diffusion télévisée |
| No | Titre français,                                              | Kanji                    | Rōmaji                                | Date de 1re diffusion télévisée |
| -- | ------------------------------------------------------------ | ------------------------ | ------------------------------------- | ------------------------------- |
| 1  | Parachutée dans le quotidien d'un autre monde                | 異世界生活は猪突猛進。   | Isekai seikatsu wa chototsumōshin.    | 3 octobre 2023                  |
| 2  | Être domestique, c'est offrir son amour                      | メイドの仕事は愛情奉仕。 | Meido no shigoto wa aijō hōshi.       | 10 octobre 2023                 |
| 3  | Mon amour se révèle toujours                                 | 私の恋は七転八起。       | Watashi no koi wa shichiten hakki.    | 17 octobre 2023                 |
| 4  | Les monstres attaquent toujours quand nul ne s'y attend      | 魔物の襲撃は油断大敵。   | Mamono no shūgeki wa yudantaiteki.    | 25 octobre 2023                 |
| 5  | L'examen des chevaliers est riche en péripéties              | 騎士団試験は波瀾万丈。   | Kishidan shiken wa haranbanjō.        | 31 octobre 2023                 |
| 6  | La raison secrète doit rester bien cachée                    | 秘密の理由は他言無用。   | Himitsu no wake wa tagon muyō.        | 7 novembre 2023                 |
| 7  | L'attraction phare de la kermesse, le café des travestis     | 学祭の決め手は逆転喫茶。 | Gakusai no kimete wa gyakuten kissa.  | 14 novembre 2023                |
| 8  | Derrière la cascade d'événements, une intrigue machiavélique | 渦巻く流れは権謀術数。   | Uzumaku nagare wa kenbōjussū.         | 21 novembre 2023                |
| 9  | Ma maîtresse ne changera jamais                              | 私の主は永遠不変。       | Watashi no omo wa eien fuhen.         | 28 novembre 2023                |
| 10 | Ma nouvelle rivale en amour est une déesse parfaite          | 新たな恋敵は完璧超人。   | Aratana koigataki wa kanpeki chōjin.  | 5 décembre 2023                 |
| 11 | L'éloignement en amour est pire que la mort                  | 恋のすれ違いは絶体絶命。 | Koi no surechigai wa zettai zetsumei. | 12 décembre 2023                |
| 12 | Ma favorite et moi, dans un amour réciproque                 | 私と推しは相思相愛。     | Watashi to oshi wa sōshisōai.         | 19 décembre 2023                |

## Accueil
Dans le Fall 2020 Light Novel Guide d'Anime News Network de l'automne 2020, la série littéraire est accueillie positivement, mais moins que les autres titres yuri sortis à l'époque. Il est relevé que « si Rae et Claire commencent toutes les deux comme étant presque intensément difficiles à aimer, elles changent suffisamment vers le milieu du roman, ce qui les rend beaucoup plus faciles à soutenir.».
D'autres accueillent la série plus favorablement. Erica Friedman, la fondatrice de Yuricon, attribue au premier light novel une note globale de neuf. Friedman fait l'éloge de la série pour sa discussion franche sur l'identité LGBT, en écrivant : « Et puis vous arrivez à un moment où Misha, la meilleure amie, colocataire et fleuret de Rae, se tourne vers Rae et lui demande : « Êtes-vous gay ? »… et les personnages ont un discussion franche sur la sexualité. Nicki Bauman note que l'accent donné par la série sur les thèmes LGBT dans ses personnages et sa narration se distingue du genre yuri typique et y voit un changement dans les thèmes et les histoires de yuri.
En mars 2021, I'm in Love with the Villainess se classe 5e dans le classement annuel des mangas que nous voulons voir animés d'AnimeJapan. En juin 2021, la série est nommée dans la catégorie Meilleur manga papier aux Next Manga Awards et se classe 17e sur 50 nommés. Elle est à nouveau nommée pour ce prix en 2022 et se classe 8e sur 50 nommés,.